# 오직 믿음
오직 믿음(라틴어: sola fide)이란 오직 믿음이라는 교리는 하나님이 죄인들을 용서하시는 것은 인간의 행위로서가 아니라 오직 믿음을 통해서 그에게 받아들여지는 것이라고 확신하는 것이다. 인간은 모두 타락한 죄인으로 하나님의 저주아래 있기에 하나님의 진노와 저주로부터 영원히 구원할 수 없으며 오직 예수 그리스도의 생명, 죽음, 부활에 의해서만 즉 오직 예수에 의해서만 법정적으로 의롭다함을 인정받는 것이다. 이런 법정적 의를 칭의라고 한다. 참고로 동방정교회도 개신교처럼 믿음으로써 의롭게 된다는 칭의를 믿는다. 
오직 믿음의 다른 말은 이신칭의(以信稱義, justification by faith)로 개신교에서 주로 사용하는 신학적 용어로 죄인이 오직 믿음으로만 의롭다고 칭함을 받는다는 의미이다. 하나님으로부터 죄인이면서 동시에 의인의 상태로 의의 칭함 곧 칭의를 선물로 받는다. 찰스 스텐리(Charles Stanley)는 로마서 5장 1절에서 믿음으로 의로워졌다는 해석에서 "의로워졌다"라는 헬라어 동사는 단회적인(a once and for all)이라고 해석한다.
마르틴 루터가 로마 가톨릭교회의 구원론에 새로운 개혁을 오직 믿음으로 의로워지며 영원한 구원을 받는다고 주장하였다. 칭의란 법정적(forensic)인 선언으로 본다. 죄인이지만 동시에 예수 그리스도를 통하여 신분이 법적으로 변경된 것이다.

## 의로움의 전가교리[3]
칭의교리의 중심에는 '그리스도의 완전한 순종'이라는 의의전가교리가 있다.
그리스도의 수동적 순종은 그리스도께서 공의의 요구를 만족시키는 속죄적 고난을 의미.
그리스도의 능동적 순종은 삶의 규범과 법칙으로서의 율법에 대한 순종을 의미.
수동적 순종을 통해 고난과 죽음을 견뎌내셨고 파괴된 율법의 형벌의 값을 지불하셨고 죄의 사면을 확보함.
능동적 순종을 통해 그리스도께서는 모든 교훈적·명령적 율법에 순종하셔서 영원한 생명을 성취하셨다.

## 같이 보기
- 율법폐기론
- 영원 칭의론